# Haematopota lineola
Haematopota lineola är en tvåvingeart som först beskrevs av Philip 1960.  Haematopota lineola ingår i släktet Haematopota och familjen bromsar. Inga underarter finns listade i Catalogue of Life.